# Египетско-кипрские отношения
Египетско-кипрские отношения — двусторонние дипломатические отношения между Египтом и Республикой Кипр. Страны являются членами Союза для Средиземноморья. Благодаря прочным культурным и историческим связям между двумя народами, Республика Кипр и Египет в настоящее время поддерживают дружеские и стратегические отношения. В 1960 году были установлены современные дипломатические отношения между странами, вскоре после обретения Республики Кипр независимости от Великобритании.

## История
19 февраля 1978 года египетские войска совершили налет на международный аэропорт Ларнака. Египетские силы вмешались в попытку освободить заложников от похищения. Где убийцы убили писателя Юсуфа ас-Сибая, министра культуры в эпоху президента Анвара Садата. Затем похитители задержали нескольких арабов, которые присутствовали на конференции в Никосии. Кипрские силы пытались договориться с похитителями в аэропорту, и тем временем египетские власти решили отправить из подразделения 777 боевых сил. Египетские войска вступили после разрешения кипрских властей и начали атаку на аэропорт. Как ни странно, кипрские силы столкнулись с египетскими силами, и в результате политические отношения между Египтом и Кипром были разорваны на несколько лет.
В апреле 2009 года состоялась официальная встреча на уровне министров государств, которые обсуждали пути установления более тесных связей и планы расширения сотрудничества как в сфере туризма, так и в сфере энергетики. Республика Кипр, возможно, планирует увеличить импорт природного газа, а Египет рассматривает Республику Кипр в качестве моста для экспорта товаров в Европу. Кроме того, есть перспектива обучения кипрских инженеров методам добычи нефти и природного газа их египетскими коллегами.

## Официальные визиты
В 2009 году президент Республики Кипр Димитрис Христофиас совершил трёхдневный официальный визит в Египет, где заверил правительственных чиновников и бизнесменов в том, что их страна может положиться на Республику Кипр, особенно в том, что касается отношений между Европейским союзом и Египтом. Президент Республики Кипр сослался на три двусторонних соглашения, подписанных в Каире, а также на «очень важные соглашения», подписанные в прошлом году на исследования месторождений нефти и газа в регионе, выразив уверенность в том, что два правительства создают очень стабильную основу для развития сотрудничества между бизнесменами этих стран.
в 2012 году министр иностранных дел Египта Мухаммед Кямиль Амр стал первым высокопоставленным египетским чиновником, посетившим Республику Кипр после Революции в Египте в 2011 году, в результате которой президент Египта Хосни Мубарак ушёл в отставку. Мухаммед Кямиль Амрзаявил в ходе своего визита в Никосию, что существует огромный потенциал для развития экономического сотрудничества между Египтом и Республикой Кипр. Министр иностранных дел Республики Кипр Эрато Козаку-Маркуллис объявила, что правительства Египта и Кипра согласились создать договорную основу для совместной эксплуатации газовых месторождений в соответствии с соглашением, подписанным между ними в 2006 году.

## Саммиты

### Трехсторонний саммит в Каире в 2014 году
Президент Египта Абдул-Фаттах Халил Ас-Сиси, президент Республики Кипр Никос Анастасиадис и премьер-министр Греции Антонис Самарас провели трёхсторонний саммит в Каире 8 ноября 2014 года, на котором лидеры трёх стран рассмотрели текущие проблемы в регионе Ближнего Востока и Средиземного моря. Главы государств согласились активизировать сотрудничество в области экономики, безопасности, туризма и энергетики, а также определить общие морские границы и ИЭЗ в Средиземном море.
На саммите в Каире лидеры Греции и Республики Кипр осудили террористические акты на территории Египта, выразили политическую поддержку египетскому правительству и договорились о взаимном сотрудничестве в международных организациях и форумах. Кроме того, Греция и Республика Кипр пообещали отстаивать позиции Египта в Европейском союзе. Абдул-Фаттах Халил Ас-Сиси, Никос Анастасиадис и Антонис Самарас договорились о дальнейшем поощрении иностранных инвестиций в египетскую экономику и инфраструктуру, пострадавших от восстаний в ходе Арабской весны, и об участии в Каирской экономической конференции 2015 года.

### Трёхсторонний саммит в Никосии в 2015 году
В Никосии 29 апреля 2015 года состоялся новый саммит высокого уровня между главами правительств Республики Кипр, Египта и Греции. На саммите в Никосии присутствовали: президент Республики Кипр Никос Анастасиадес, президент Египта Абдул-Фаттах Халил Ас-Сиси и премьер-министр Греции Алексис Ципрас, которые подтвердили стремление к дальнейшему укреплению сотрудничества между тремя странами и договорились о сотрудничестве в вопросах на международной арене. Среди обсуждаемых вопросов была разработка месторождений углеводородов в Восточном Средиземноморье вдоль морской границы между странами в их исключительных экономических зонах.

### Трёхсторонний саммит в Никосии в 2017 году
21 ноября 2017 года президент Египта Абдул-Фаттах Халил Ас-Сиси, президент Республики Кипр Никос Анастасиадес и премьер-министр Греции Алексис Ципрас провели переговоры в Никосии. Они обсудили разработку месторождений углеводородов в Восточном Средиземноморье и взаимовыгодные энергетические проекты. Лидеры трёх стран поддержали и приветствовали инициативы частного сектора в области реализации проектов энергетической инфраструктуры, важных для безопасности этих государств, таких как EuroAfrica Interconnector.

## Дипломатические представительства
- Египет имеет посольство в Никосии[14].
- Республика Кипр содержит посольство в Каире[15].